# Мерсі Ді Волтон
Ме́рсі Ді Во́лтон (англ. Mercy Dee Walton), справжнє ім'я Ме́рсі Де́віс Во́лтон (англ. Mercy Davis Walton; 3 серпня 1915, Вейко, Техас — 2 грудня 1962, Мерфіс, Каліфорнія) — американський блюзовий піаніст, співак і автор пісень.

## Біографія
Народився 3 серпня (або 30 серпня) 1915 року у Вейко, Техас. З 13 років грав на фортепіано в околицях Вейко; поїхав з Техасу до Окленду, Каліфорнія у 1938 році. Багато концертував, доки у 1949 році не дебютував у студії (його помітив продюсер Боб Геддінс, записавши «Lonesome Cabin Blues» на невеликому лейблі Spire, який у підсумку став великим ритм-енд-блюзовим хітом. Ці записи були зроблемі у Фресно, однак одні з найкращих своїх сесій записав в Лос-Анджелесі на лейблах Imperial у 1950 році і на Specialty у 1952—1953 роках.
Волтон, який записувався під сценічним ім'ям Мерсі Ді, також був талановитим автором пісень (наприклад, його хіт «One Room Country Shack» перезаписав джазовий піаніст Моуз Еллісон у 1957 році). У 1955 році записав близько 15 пісень на лейблі братів Бігарі Flair, включаючи «Come Back Maybellene», рок-н-рольний сиквел до тогочасного популярного хіта Чака Беррі. Після тривалої перерви повернувся до студійної роботи у 1961, записавши на лейблі Кріса Страхвіца Arhoolie альбом Mercy Dee з гітаристом К. С. Дугласом, Сідні Мейденом на гармоніці і ударником Отісом Черрі. Того ж року записав альбом A Pity and a Shame на дочірньому лейблі Prestige Bluesville з Мейденом, Черрі та вокалістом Марселлюсом Томасом. 
Помер 2 грудня 1962 року у віці 47 років від геморагічного інсульту в лікарні ім. Брета Гарта в Мерфісі, Каліфорнія. Похований на кладовищі Stockton Rural Cemetery в Стоктоні, Каліфорнія.

## Дискографія

### Альбоми
- Mercy Dee (Arhoolie, 1961)
- A Pity and a Shame (Bluesville, 1962)

### Сингли
- «One Room Country Shack»/«My Woman Knows the Score» (Specialty, 1953)
- «Rent Man Blues»/«Fall Guy» (Specialty, 1953)
- «Dark Muddy Bottom»/«Get to Gettin'» (Specialty, 1954)
- «Romp and Stomp Blues»/«Oh Oh Please» (Flair, 1955)
- «Come Back Maybellene»/«True Love» (Flair, 1955)
- «Stubborn Woman»/«Have You Ever?» (Flair, 1955)
- «Lady Luck»/«Betty Jean» (Arhoolie, 1961)